# Лучанський Григорій Еммануїлович
Григо́рій Еммануї́лович Луча́нський (*8 лютого 1945, Ташкент) — президент фірми Нордекс.

## Біографія
Народився 8 лютого 1945 в Ташкенті, єврей.
Займав керівні пости в ЦК ЛКСМ Латвії. У 1975 став проректором по господарській частині в Ризькому університеті. Дружив, за власними словами, з першим секретарем ЦК КП Латвії А.Воссом і секретарем Третьяковим. Кандидат наук.
14 жовтня 1982 року був затриманий по звинуваченню в групових розкраданнях (у 1978-82). (за словами самого Лучанського, заарештували його по команді колишнього керівника КДБ Бориса Пуго). У 1983 році був засуджений на 7 років позбавлення волі за розкрадання в крупних розмірах, фальсифікація і зловживання службовим становищем. Сидів в Латвії і Пермській області. У 1987 був звільнений за зразкову поведінку умовно-достроково з обов'язковим залученням до праці на будівництвах народного господарства.
У 1987 відразу ж після звільнення був запрошений керівником знаменитої агрофірми Адажі під Ригою до себе в заступники. У 1990 р. очолив фірму Нордекс Груп Холдинг АГ. Восени 1991 року фірма Nordex стала засновником фонду Інтерприватизація (президент — Володимир Щербаков), а віце-президентом фонду став Г.Лучанский. У листопаді 1991 Нордекс підписав з адміністрацією Оренбурзької області генеральну угоду про економічну співпрацю. Газети стверджували, що спільне АТ ОреНорд, який очолив голова обласної адміністрації Володимир Єлагін, отримало виняткове право експорту 10 % всього обсягу оренбурзької нафти і газу (при закупівлі сировини за державними регульованими цінами). У 1992 році фірма Nordex стала засновником АТ Колумб (співзасновники — Зураб Церетелії, Мосбудкомітет), котре мало встановити в США багатотонний мідний пам'ятник Христофору Колумбу і відповідно — мало безмитно поставити 10 тисяч тонн міді. Мідь була затримана свердловською транспортною прокуратурою, проте по розпорядженню віце-прем'єра Олександра Шохіна була пропущена. і, відповідно, вивезена за кордон.
У 1993 році в аеропорту Дамаску був затриманий зафрахтованою одній з фірм групи Nordex літак з елементами мобільних установок північнокорейських ракетних комплексів Скад.
У вересні 1993 року холдинг Nordex уклав угоду з урядом України, за якою він брав на себе оплату постачань російської нафти в обмін на ексклюзивне право на експорт з України сільгосппродукції, металів і авіапалива. Операція закінчилася скандалом, що дискредитував колишнього президента України Кравчука. Український прем'єр Юхим Звягільський виїхав до Ізраїлю, а на партнера Лучанського по бізнесу керівника Украгротехсервіса Володимира Бортника було здійснено замах. Бортника на операцію до Відня вивезли на літаку Лучанського.
У 1996 році фірма Nordex вклала у виборчу кампанію президента Клінтона 250 тисяч доларів, що викликало скандал в США, оскільки американська преса міцно пов'язувала ім'я Лучанського з мафіозними кругами.
1999 виграв судовий позов проти англійської газети The Times, яка в публікаціях називала Лучанського головою найбільшої злочинної організації.
Член призидіуму Російського єврейського конгресу.